# Núcleo Museológico de Santa Justa
O Núcleo Museológico de Santa Justa é um museu situado na freguesia de Martim Longo do Município de Alcoutim, no Distrito de Faro, em Portugal.

## Caracterização
Instalado numa antiga Escola Primária na localidade de Santa Justa, este museu pretende explicar os métodos de ensino e recriar o ambiente de uma sala de aula típica de meados do século XX, através da apresentação de todos os elementos e materiais utilizados naquela época.